# Antoonops iita
Antoonops iita is een spinnensoort in de taxonomische indeling van de Dwergcelspinnen (Oonopidae).
Het dier behoort tot het geslacht Antoonops. De wetenschappelijke naam van de soort werd voor het eerst geldig gepubliceerd in 2008 door Fannes & Jocqué.